# Dezoito
O dezoito (18) é o número natural que segue o dezessete e precede o dezanove.
O 18 é um número composto, que tem os seguintes factores próprios: 1, 2, 3, 6 e 9.
Como a soma dos seus factores é 21 > 18,  trata-se de um número abundante.
Pode ser escrito de duas formas distintas como a soma de dois números primos: {\displaystyle 18=5+13=7+11\,}. Veja conjectura de Goldbach.
A maioria de idade em numerosos países estabelece-se aos 18 anos.
O medo pelo número 18 se chama Decioctofobia.